# Samaipata
Samaipata is een dorpje in Bolivia met ongeveer 3500 bewoners. Het is de 'hoofdstad' van de provincie Florida, dat ligt in het departement Santa Cruz. Samaipata bevindt zich op 120 kilometer ten zuidwesten van Santa Cruz de la Sierra, de hoofdstad van het departement, in de uitlopers van de Andes op een hoogte van 1650 meter. Het dorpje is een populaire weekendbestemming voor de bewoners van Santa Cruz de la Sierra vanwege het verkoelende klimaat. Het is ook zeer in trek bij buitenlanders die er zich willen vestigen.
Naast het lokale toerisme is er tevens een kleine constante stroom van rugzaktoeristen die Samaipata gebruiken als uitvalsbasis voor diverse wandelingen (onder andere naar het nationaal park Amboró) of die de Fuerte de Samaipata komen bekijken.